# Milonga sentimental
Milonga sentimental es una obra del conocido músico, compositor, director de orquesta y pianista argentino Sebastián Piana, realizada en el año 1931 y con la colaboración de Homero Manzi, que escribió una letra muy sentimental y melancólica, que armonizó perfectamente con la música. La canción pertenece al género milonga, que está emparentado con el tango. 
La versión de Carlos Gardel, grabada en el año 1933, tiene tres minutos de duración y el acompañamiento de cuatro guitarristas, Barbieri, Pettorosi, Riverol y Vivas.

### Para oír y ver la letra
- , de Sebastián Piana y Homero Manzi, por  Carlos Gardel.

### Para ver y oír
- , de Sebastián Piana y Homero Manzi, por Carlos Gardel.

- Datos: Q2835631